# Ragnarok (formație norvegiană)
Ragnarok este o formație norvegiană de black metal. Trupa a fost formată în Sarpsborg, Norvegia în 1994 de către Jerv și Jontho, după ce ei au părăsit formația lor anterioară, Thoth.

## Membri actuali
- HansFyrste - vocal[5]
- Bolverk - chitară
- Decepticon - chitară bas și back vocal
- Jontho - baterie

## Foști membri
- Høest - vocal 1999 - 2008
- Thyme - vocal 1994 - 1999
- Astaroth - vocal 2000 - 2001
- Lord Arcamous - vocal 2001 - 2002
- Sander - chitară ritmică 1999 - 2000
- Jerv - bas 1994 - 2007
- Rym - chitară 1994 - 2007

## Discografie
- Et Vinterland i Nord demo (1994)
- North Land  demo (1995)
- Nattferd (1995)
- Arising Realm (1997)
- Diabolical Age (2000)
- In Nomine Satanas (2002)
- Blackdoor Miracle (2004)
- Collectors of the King (2010)
- Malediction (2012)
- Psychopathology (2016)
- Non Debellicata (2019)[6]